# جانی رپ
جانی رپ (هلندی: Johnny Rep؛ زادهٔ ۲۵ نوامبر ۱۹۵۱) یک فوتبالیست سابق هلندی است که به عنوان وینگر راست بازی می‌کرد. او با 7 گل در جام جهانی فوتبال برای هلند رکورددار تمام دوران است.
او گل پیروزی آژاکس آمستردام را مقابل یوونتوس در فینال جام اروپا 1973 در بلگراد به ثمر رساند و همچنین به اس سی باستیا کمک کرد تا به فینال جام یوفا 1978 برسد. جفت شدن او با راب رنسنبرینک به عنوان یک نیروگاه تهاجمی تلقی می شد.
او گفت که دورانش در والنسیا خوب نبود و تنها کمکی که به او کرد «یادگیری  زبان اسپانیایی» بود. او ادعا کرد که اس سی باستیا بهترین گزینه را برای او دارد. پس از حضور در باستیا، رپ به آ.اس سنت اتین پیوست و بخشی از تیمی بود که میشل پلاتینی را نیز در بر می گرفت.
او گفت که دوست دارد با خواندن کتاب های هارولد رابینز و با ورق بازی حواس خود را پرت کند.

## تیم ملی
وی همچنین در تیم ملی فوتبال هلند بازی کرده است.